# Будыченко, Александр Андреевич
Александр Андреевич Будыченко (родился 9 сентября 1997 года в Красноярске, Красноярский край) — российский регбист, способный играть на любой позиции в веере, игрок команды «Енисей-СТМ».

## Биография
Воспитанник академии «Енисей-СТМ». Окончил Институт физической культуры, спорта и туризма Сибирского федерального университета. По состоянию на конец 2017 года был самым молодым игроком в команде. Дебютировал за основной состав в мае 2016 года, в кубковом матче против «Юности Москвы». В дебютном матче занёс попытку и провёл реализацию. Дебютировал в чемпионате в матче против «Славы», где заработал свои первые очки (занес попытку). В этом же году стал чемпионом России и обладателем Кубка.
В сборной до 20 лет стал бронзовым призёром чемпионата Европы в Румынии. Во взрослую команду сначала привлекался на учебно-тренировочных сборах, а летом 2017 года сыграл первый матч выйдя на замену в матче Кубка Наций против Уругвая (поражение 29:32).

## Достижения
- Чемпион России: 2016, 2017, 2018
- Обладатель Кубка России: 2016, 2017, 2022